# 第45回社会人野球日本選手権大会予選
第45回社会人野球日本選手権大会予選は、第45回社会人野球日本選手権大会の出場チームを決定するために行われた予選および各種大会の結果をまとめたものである。

## 出場枠
- 推薦枠2（都市対抗優勝、クラブ選手権優勝）
- JABA指定大会優勝11（東京スポニチ、静岡、四国、日立市長杯、岡山、長野、京都、ベーブルース杯、九州、東北、北海道）
- 地区代表19（北海道1、東北1、北信越1、関東4、東海3、近畿4、中国2、四国1、九州2）

## 第90回都市対抗野球大会
JFE東日本が本戦出場

## 第44回全日本クラブ野球選手権大会
- 1回戦

- 2回戦

- 準決勝

- 決勝

マツゲン箕島硬式野球部　7－0（7回コールド）　OBC高島
マツゲン箕島硬式野球部が本戦出場

## 日本選手権対象大会

### 第74回JABA東京スポニチ大会
- 予選リーグAブロック

1位：SUBARU、2位：Honda、3位：沖縄電力、4位：NTT西日本
- 予選リーグBブロック

1位：日本新薬、2位：JFE東日本、3位：NTT東日本、4位：トヨタ自動車東日本
- 予選リーグCブロック

1位：東芝、2位：東邦ガス、3位：セガサミー、4位：JFE西日本
- 予選リーグDブロック

1位：三菱日立パワーシステムズ、2位：東京ガス、3位：東海理化、4位：パナソニック
- 準決勝

東芝　5－0　SUBARU
日本新薬　8－6　三菱日立パワーシステムズ
- 決勝

日本新薬　4－0　東芝
日本新薬が本戦出場

### 第66回JABA静岡大会
- 予選リーグAブロック

1位：JR東日本、2位：三菱重工名古屋、3位：ヤマハ、4位：バイタルネット
- 予選リーグBブロック

1位：王子、2位：日立製作所、3位：日本製鉄東海REX、4位：エナジック
- 予選リーグCブロック

1位：日本通運、2位：日本生命、3位：JR東海、4位：永和商事ウィング
- 予選リーグDブロック

1位：鷺宮製作所、2位：西濃運輸、3位：三菱自動車岡崎、4位：トヨタ自動車東日本
- 準決勝

王子　1－0　日本通運
鷺宮製作所　3－1　JR東日本
- 決勝

王子　13－2（7回コールド）　鷺宮製作所
王子が本戦出場

### 第48回JABA四国大会
- 予選リーグAブロック

1位：日本製鉄かずさマジック、2位：日本新薬、3位：北海道ガス、4位：アークバリア
- 予選リーグBブロック

1位：明治安田生命、2位：三菱重工神戸・高砂、3位：沖縄電力、4位：JR四国
- 予選リーグCブロック

1位：東芝、2位：西部ガス、3位：三菱自動車倉敷オーシャンズ、4位：四国銀行
- 予選リーグDブロック

1位：Honda鈴鹿、2位：JR九州、3位：ツネイシブルーパイレーツ、4位：香川オリーブガイナーズ
- 準決勝

Honda鈴鹿　5－3（延長11回、11回からタイブレーク）　明治安田生命
東芝　4－2　日本製鉄かずさマジック
- 決勝

東芝　4－2　Honda鈴鹿
東芝が本戦出場

### 第61回JABA長野県知事旗争奪野球大会
- 予選リーグAブロック

1位：三菱日立パワーシステムズ、2位：伏木海陸運送、3位：日本製鉄広畑、4位：東邦ガス
- 予選リーグBブロック

1位：日本通運、2位：東海理化、3位：バイタルネット、4位：カナフレックス
- 予選リーグCブロック

1位：NTT東日本、2位：ジェイプロジェクト、3位：フェデックス、4位：七十七銀行
- 予選リーグDブロック

1位：トヨタ自動車、2位：きらやか銀行、3位：セガサミー、4位：信越硬式野球クラブ
- 準決勝

NTT東日本　2－1　三菱日立パワーシステムズ
トヨタ自動車　2－0　日本通運
- 決勝

トヨタ自動車　3－2　NTT東日本
トヨタ自動車が本戦出場

### 第42回JABA日立市長杯争奪野球大会
- 予選リーグAブロック

1位：鷺宮製作所、2位：日立製作所、3位：永和商事ウィング、4位：ニチダイ
- 予選リーグBブロック

1位：三菱重工名古屋、2位：日本製紙石巻、3位：東京ガス、4位：日本製鉄鹿島
- 予選リーグCブロック

1位：JR東日本東北、2位：三菱自動車岡崎、3位：日本製鉄かずさマジック、4位：SUBARU
- 予選リーグDブロック

1位：JFE東日本、2位：Honda鈴鹿、3位：JX-ENEOS、4位：熊本ゴールデンラークス
- 準決勝

三菱重工名古屋　9－8　JFE東日本
鷺宮製作所　2x－1（延長10回）　JR東日本東北
- 決勝

鷺宮製作所　2－0　三菱重工名古屋
鷺宮製作所が本戦出場

### 第62回JABA岡山大会
- 予選リーグAブロック

1位：Honda、2位：三菱重工広島、3位：大阪ガス、4位：JR北海道硬式野球クラブ
- 予選リーグBブロック

1位：シティライト岡山、2位：宮崎梅田学園、3位：JR西日本、4位：NTT西日本
- 予選リーグCブロック

1位：JFE西日本、2位：西濃運輸、3位：Honda熊本、4位：JR四国
- 予選リーグDブロック

1位：JR東日本、2位：三菱自動車倉敷オーシャンズ、3位：王子、4位：伯和ビクトリーズ
- 準決勝

シティライト岡山　2－1　Honda
JFE西日本　6－3（延長10回）　JR西日本
- 決勝

JFE西日本　8x－7　シティライト岡山
JFE西日本が本戦出場

### 第70回JABA京都大会
- 予選リーグAブロック

1位：NTT東日本、2位：大阪ガス、3位：日本製鉄広畑、4位：JR東海
- 予選リーグBブロック

1位：日本生命、2位：東京ガス、3位：JR西日本、4位：三菱重工神戸・高砂
- 予選リーグCブロック

1位：NTT西日本、2位：九州三菱自動車、3位：日本新薬、4位：JFE西日本
- 予選リーグDブロック

1位：東芝、2位：パナソニック、3位：トヨタ自動車、4位：ニチダイ
- 準決勝

NTT西日本　6x－5　東芝
日本生命　6－5　NTT東日本
- 決勝

日本生命　1－0　NTT西日本
日本生命が本戦出場

### 第72回JABAベーブルース杯争奪大会
- 予選リーグAブロック

1位：西濃運輸、2位：セガサミー、3位：TDK、4位：ジェイプロジェクト
- 予選リーグBブロック

1位：三菱重工名古屋、2位：王子、3位：カナフレックス、4位：SUBARU
- 予選リーグCブロック

1位：ヤマハ、2位：東邦ガス、3位：鷺宮製作所、4位：三菱重工広島
- 予選リーグDブロック

1位：日本通運、2位：三菱自動車岡崎、3位：Honda鈴鹿、4位：信越硬式野球クラブ
- 準決勝

ヤマハ　8－1（8回コールド）　三菱重工名古屋
日本通運　4x－3（延長11回、11回からタイブレーク）　西濃運輸
- 決勝

日本通運　13－1（7回コールド）　ヤマハ
日本通運が本戦出場

### 第72回JABA九州大会
- 予選リーグAブロック

1位：東海理化、2位：日立製作所、3位：シティライト岡山、4位：沖縄電力
- 予選リーグBブロック

1位：西部ガス、2位：宮崎梅田学園、3位：JR東日本、4位：日本製鉄広畑
- 予選リーグCブロック

1位：三菱日立パワーシステムズ、2位：Honda鈴鹿、3位：九州三菱自動車、4位：日本製鉄東海REX
- 予選リーグDブロック

1位：日本生命、2位：JR九州、3位：日本製鉄かずさマジック、4位：エナジック
- 準決勝

三菱日立パワーシステムズ　4x－3　東海理化
西部ガス　5－4　日本生命
- 決勝

西部ガス　2－0　三菱日立パワーシステムズ
西部ガスが本戦出場

### 第50回JABA東北大会
- 予選リーグAブロック

1位：日本製鉄鹿島、2位：きらやか銀行、3位：航空自衛隊千歳、4位：トヨタ自動車東日本
- 予選リーグBブロック

1位：JX-ENEOS、2位：バイタルネット、3位：七十七銀行、4位：永和商事ウィング
- 予選リーグCブロック

1位：日本製紙石巻、2位：パナソニック、3位：日本製鉄室蘭シャークス、4位：明治安田生命
- 予選リーグDブロック

1位：JFE東日本、2位：TDK、3位：JR東日本東北、4位：伏木海陸運送
- 準決勝

日本製紙石巻　4x－3（延長10回）　JFE東日本
日本製鉄鹿島　2－1　JX-ENEOS
- 決勝

日本製鉄鹿島　10－5　日本製紙石巻
日本製鉄鹿島が本戦出場

### 第61回JABA北海道大会
- 予選リーグAブロック

1位：JR北海道硬式野球クラブ、2位：JR東海、3位：TDK、4位：日本製鉄鹿島
- 予選リーグBブロック

1位：トヨタ自動車、2位：ミキハウス、3位：航空自衛隊千歳、4位：日本製鉄室蘭シャークス
- 予選リーグCブロック

1位：JX-ENEOS、2位：大阪ガス、3位：北海道ガス、4位：トヨタ自動車東日本
- 準決勝

JX-ENEOS　5－1　ミキハウス
トヨタ自動車　7x－6（延長11回、11回からタイブレーク）　JR北海道硬式野球クラブ
- 決勝

JX-ENEOS　2－1　トヨタ自動車
JX-ENEOSが本戦出場

## 地区最終予選

### 北海道地区
- 代表決定リーグ戦

第1戦　日本製鉄室蘭シャークス　8－2　航空自衛隊千歳
第2戦　JR北海道硬式野球クラブ　3－2　北海道ガス
第3戦　北海道ガス　1x－0　航空自衛隊千歳
第4戦　日本製鉄室蘭シャークス　7－5　JR北海道硬式野球クラブ
第5戦　日本製鉄室蘭シャークス　8－0（7回コールド）　北海道ガス
日本製鉄室蘭シャークスが本戦出場

### 東北地区
- 1回戦

日本製紙石巻　3－0　JR盛岡
JR東日本東北　10－0（8回コールド）　JR秋田
七十七銀行　11－1（7回コールド）　トヨタ自動車東日本
きらやか銀行　4－1　TDK
- 準決勝

日本製紙石巻　8－1　JR東日本東北
七十七銀行　6－5　きらやか銀行
- 代表決定戦

七十七銀行　5x－4（延長11回）　日本製紙石巻
七十七銀行が本戦出場

### 北信越地区
- 1回戦

伏木海陸運送　10－0（7回コールド）　JR新潟
- 準決勝

伏木海陸運送　2－1　フェデックス
バイタルネット　3－1（延長10回）　信越硬式野球クラブ
- 代表決定戦

伏木海陸運送　4－2　バイタルネット
伏木海陸運送が本戦出場

### 関東地区
JFE東日本、JX-ENEOS、日本製鉄鹿島、鷺宮製作所、日本通運、東芝は出場権を獲得済み。
- 1回戦

オールフロンティア　8－1（7回コールド）　JR水戸
SUNホールディングス　5－3　深谷組
茨城トヨペット　5－2　日本ウェルネススポーツ大学東京
- 2回戦

Honda　9－1（8回コールド）　セガサミー
明治安田生命　2－1　オールフロンティア
三菱日立パワーシステムズ　9－1（7回コールド）　JR千葉
日本製鉄かずさマジック　10－3（8回コールド）　SUNホールディングス
JR東日本　11－0（7回コールド）　日本ウェルネススポーツ大学
東京ガス　5－1　エイジェック
NTT東日本　4－2（延長12回、12回からタイブレーク）　SUBARU
日立製作所　7－0（7回コールド）　茨城トヨペット
- 代表決定戦

Honda　3－1　明治安田生命
三菱日立パワーシステムズ　2－1　日本製鉄かずさマジック
東京ガス　2x－1　JR東日本
NTT東日本　3－0　日立製作所
Honda、三菱日立パワーシステムズ、東京ガス、NTT東日本が本戦出場

### 東海地区
王子、トヨタ自動車は出場権を獲得済み。
- 1回戦

西濃運輸　4－3　三菱重工名古屋
日本製鉄東海REX　12－5（7回コールド）　スクールパートナー
三菱自動車岡崎　8－0（7回コールド）　ジェイプロジェクト
ヤマハ　6－2　永和商事ウィング
- 2回戦

東邦ガス　4x－3（延長10回）　西濃運輸
Honda鈴鹿　5－1　日本製鉄東海REX
三菱自動車岡崎　3－2　JR東海
ヤマハ　5x－4（延長10回）　東海理化
- 代表決定戦

Honda鈴鹿　6－4　東邦ガス
三菱自動車岡崎　2－1　ヤマハ
- 敗者復活1回戦

三菱重工名古屋　8－1（7回コールド）　スクールパートナー
日本製鉄東海REX　8－3　西濃運輸
永和商事ウィング　3x－2（延長13回）　ジェイプロジェクト
東海理化　2－1　JR東海
- 敗者復活2回戦

日本製鉄東海REX　6－2　三菱重工名古屋
東海理化　4－3（延長10回）　永和商事ウィング
- 敗者復活3回戦

ヤマハ　8－1　日本製鉄東海REX
東海理化　3－2　東邦ガス
- 敗者復活代表決定戦

ヤマハ　6－2　東海理化
Honda鈴鹿、三菱自動車岡崎、ヤマハが本戦出場

### 近畿地区
日本新薬、日本生命は出場権を獲得済み。
- 1回戦

ミキハウス　5－0　島津製作所
日本製鉄広畑　5－0　履正社学園
NTT西日本　2－0　関メディベースボール学院
ルネス紅葉スポーツ柔整専門学校　3－2　ニチダイ
- 2回戦

パナソニック　7－0（7回コールド）　ミキハウス
カナフレックス　7－5　日本製鉄広畑
NTT西日本　10－3（7回コールド）　三菱重工神戸・高砂
大阪ガス　2x－1　ルネス紅葉スポーツ柔整専門学校
- 代表決定戦

パナソニック　5－4　カナフレックス
大阪ガス　5－1　NTT西日本
- 敗者復活1回戦

島津製作所　6－2　ルネス紅葉スポーツ柔整専門学校
三菱重工神戸・高砂　12－2（7回コールド）　履正社学園
日本製鉄広畑　8－0　関メディベースボール学院
ニチダイ　2－0　ミキハウス
- 敗者復活2回戦

三菱重工神戸・高砂　7－2　島津製作所
日本製鉄広畑　7－0（7回コールド）　ニチダイ
- 敗者復活代表決定戦

三菱重工神戸・高砂　2－1　カナフレックス
NTT西日本　1x－0　日本製鉄広畑
パナソニック、大阪ガス、三菱重工神戸・高砂、NTT西日本が本戦出場

### 中国地区
JFE西日本は出場権を獲得済み。
- 1回戦

三菱自動車倉敷オーシャンズ　3x－2（延長11回）　伯和ビクトリーズ
JR西日本　2－1　三菱重工広島
光シーガルズ　1－0　ツネイシブルーパイレーツ
- 2回戦

シティライト岡山　8－6　三菱自動車倉敷オーシャンズ
JR西日本　3－1　光シーガルズ
- 代表決定戦

JR西日本　9－4　シティライト岡山
- 敗者復活1回戦

伯和ビクトリーズ　4－3（延長10回）　三菱重工広島
- 敗者復活2回戦

伯和ビクトリーズ　5－1　ツネイシブルーパイレーツ
光シーガルズ　10－4　三菱自動車倉敷オーシャンズ
- 敗者復活戦3回戦

光シーガルズ　4－0　伯和ビクトリーズ
- 敗者復活代表決定戦

シティライト岡山　6－2　光シーガルズ
JR西日本、シティライト岡山が本戦出場

### 四国地区
- 代表決定対抗戦（2勝先取）

第1戦　JR四国　7－0（8回コールド）　四国銀行
第2戦　JR四国　10－3　四国銀行
JR四国が本戦出場

### 九州地区
西部ガスは出場権を獲得済み。
- 1回戦

Mr.KINJO　6－2　熊本ゴールデンラークス
エナジック　6－0　九州総合スポーツカレッジ
日本製鉄大分　9－6　九州三菱自動車
九州工科自動車専門学校　3－2　苅田ビクトリーズ
JR九州　9－1　沖データコンピュータ教育学院
- 2回戦

沖縄電力　8－4　Mr.KINJO
Honda熊本　2－0　エナジック
JR九州　8－0　日本製鉄大分
宮崎梅田学園　8－0　九州工科自動車専門学校
- 準決勝

沖縄電力　3－2　JR九州
Honda熊本　4x－3（延長13回、12回からタイブレーク）　宮崎梅田学園
- 敗者復活戦

JR九州　4－1　宮崎梅田学園
- 代表決定戦

沖縄電力　8－1　Honda熊本
JR九州　1－0　Honda熊本
沖縄電力、JR九州が本戦出場